# Miangas
Miangas of Palmas (Spaans) is het noordelijkste eiland van de provincie Noord-Sulawesi en behoort tot de Talaudeilanden. Het is een van de 92 eilanden die op de lijst van buiten het kerngebied van de Indonesische archipel. 

## Beschrijving
Het woord miangas zou "open voor de zeerovers" betekenen omdat piraten van Mindanao (Filipijnen) het eiland het eiland regelmatig bezochten. Het eiland werd in de 16de eeuw door de Spanjaarden ontdekt en "Islas de las Palmas" genoemd. Later, in de 17de eeuw waren er overeenkomsten tussen plaatselijke heersers en de VOC. Toen in 1898 de Filipijnen aan de Verenigde Staten werden overgedragen, was niet duidelijk of het eiland bij Nederlands-Indië of de Filipijnen behoorde. Rijksarchivaris Roelof Bijlsma voerde argumenten aan waarom dit eiland tot Nederlands-Indië gerekend moest worden. Deze kwestie werd in 1906 voorgelegd aan Permanent Hof van Arbitrage en in 1928 werd een verdrag getekend waarbij het gezag van Nederland over het eiland werd erkend en na de onafhankelijkheid van Indonesië werd het onderdeel van dit land.
In 2009 publiceerde een toeristische onderneming op de Filipijnen een kaart waarop het eiland staat aangegeven als onderdeel van dat land.

  <ǃ- als eilandengroep ->